# 루자쭈이

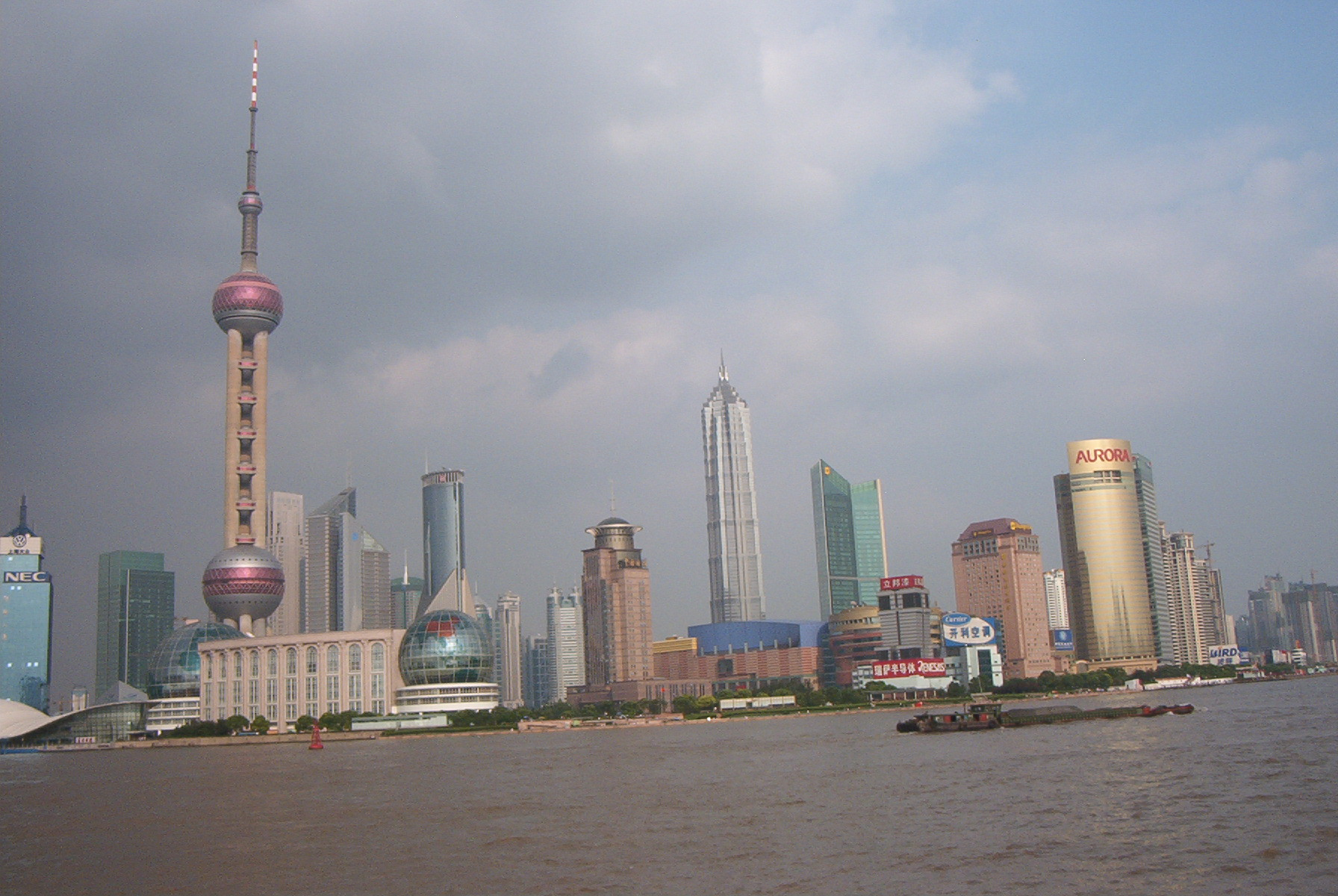
루자쭈이

루자쭈이 금융무역구(중국어: 陆家嘴金融贸易区)는 중화인민공화국 상하이시에 있는 주요 금융 중심구이다. 푸둥 신구의 황푸강 변에 위치하며, 건너편 와이탄과 마주보고 있다. 금융 무역구의 총면적은 28 km2이며, 그 중 개발지구는 약 6.8 km2이다. 이미 100개 이상의 대형 빌딩들이 들어서 있다.

## 주요 랜드마크
루자쭈이에서 여행객들이 찾는 주요 어트랙션은 다음과 같다.
- 동방명주탑
- 진마오 타워
- 중국은행 타워
- 상하이 세계금융센터
- IFC 상하이
- 원 뤼자쭈이
- 상하이 타워

## 교통
루자쭈이는 상하이 지하철 2호선으로 루자쭈이 역에서 내리면 된다. 상하이 지하철 4호선도 근처에 내리게 된다.